# Гуро
Гу̀ро (на италиански: Gurro; на пиемонтски: Gür, Гюр) е село и община в Северна Италия, провинция Вербано-Кузио-Осола, регион Пиемонт. Разположено е на 810 m надморска височина. Населението на общината е 256 души (към 2011 г.).